# Архијерејско намјесништво
Архијерејско намјесништво је црквеноадминистративна јединица коју сачињава одређени број црквених општина и парохија под надзором архијерејског намјесника.
У Српској православној цркви о оснивању, називу, укидању и промјенама архијерејских намјесништава одлучује епархијски архијереј у споразуму са епархијским црквеним судом и епархијским управним одбором, о чему извјештава Свети архијерејски синод и Патријаршијски управни одбор.
Данашњи архијерејски намјесници су умјесто ранијих окружних протојереја и среских намјесника у Јужној Србији, окружних протојереја у Босни и Херцеговини и окружних презвитера у Карловачкој митрополији. Границе архијерејских намјесништава су се раније по могућности поклапале са границама срезова који су данас укинути. У Руској православној цркви архијерејско намјесништво се назива благочиније (рус. благочиние, благочиннический округ).